# Museo Histórico Regional de San Martín «Brig. Gral. Don Juan Manuel de Rosas»
El Museo Histórico Regional «Brigadier General Don Juan Manuel de Rosas» se emplaza en el territorio conocido como Santos Lugares de Rosas donde, en 1836, se había instalado el campamento militar del gobernador bonaerense Juan Manuel de Rosas. Con el inicio de la traza urbana de la zona, Rosas solicitó la construcción de una casa para su alojamiento temporal. Ésta se ubica actualmente en la calle Diego Pombo N° 3324 de la localidad de San Andrés (Partido de General San Martín).
Tras la Batalla de Caseros, algunos soldados de las tropas brasileñas ingresaron al recinto, destruyendo parte del mobiliario y adueñándose de armas o de trofeos de guerra como las banderas de la "federación rosista". En este marco, el General José María Paz instruyó que la casa funcionara como escuela de varones. La misma quedó a cargo del maestro español Diego Pombo entre 1853 y 1857.
A principio del siglo XX, la casa fue adquirida por la familia Comastri con el fin de utilizarla como vivienda familiar hasta 1988. Dicho año, la Municipalidad de General San Martín compró el edificio para que funcione allí un museo. La creación del mismo se dio bajo la Ordenanza Municipal N° 3475/88 (HCD. 749-D-88 DE. 55065-D-88, Libro 16, Folio 376/382). Cabe aclarar que el aspecto de la "Casa de Rosas" en su inauguración no corresponde con el original tal como lo explicó el historiador Julio Mario Luqui-Lagleyze.
El museo fue puesto en valor en 2017 a través de una reorganización la muestra estable y la incorporación de pantallas LED.